# Sršenov let
Sršenov let (Hornet Flight) je knjiga britanskega pisatelja Kena Folletta.

## Zgodba
Odvija se v času druge svetovne vojne. Britanci izgubljajo letala in ne vedo zakaj. Harald Olufsen, 18-letni fant iz danskega otoka odkrije skrivne nemške vojaške naprave. Kmalu se zaplete v odporniško gibanje na Danskem. Zgodba se zaplete, ko začne nekaj sumiti policaj Peter Flemming, ki pa je tudi sovražnik družine Olufsen.

### Nastopajoči
- Harald Olufsen - 18 letni glavni junak, zaljubljen v Karen Duchwitz, rad ima jazz
- Karen Duchwitz - sestra Haraldovega sošolca Tika, danska judinja
- Hermia Mount - agentka britanske tajne službe MI6, zaročena z Arnejem Olufsenom
- Arne Olufsen - Haraldov brat, danski pilot
- Peter Flemming - detektiv in policaj, sovražnik družine Olufsen
- Tilde Jespersen - policijski inšpektor
- Digby Hoare - Churchillov svetovalec
- Poul Kirke - danski pilot
- Walter Braun - nacistični general